# Gypsy Woman (She's Homeless)
Gypsy Woman (She's Homeless) (ook uitgebracht onder de naam Gypsy Woman (La Da Dee La Da Da)) is de debuutsingle van de Amerikaanse zangeres Crystal Waters uit 1991. Het is de eerste single van haar debuutalbum Surprise.
Het nummer werd een wereldwijde danshit. In veel landen was het dé zomerhit van 1991. In de Amerikaanse Billboard Hot 100 haalde het nummer de 8e positie. In de Nederlandse Top 40 stond het nummer drie weken lang op nummer 1. Omdat in de Vlaamse Radio 2 Top 30 geen danceplaten worden opgenomen, heeft het nummer in Vlaanderen geen hitlijsten behaald.
In 2018 maakt het The House & Garage Orchestra een symfonische cover van het nummer. Deze wordt gezongen door Sweet Female Attitude. 

## Hitnoteringen

### Nederlandse Top 40
| Hitnotering: 08-06-1991 t/m 10-08-1991 | Hitnotering: 08-06-1991 t/m 10-08-1991 | Hitnotering: 08-06-1991 t/m 10-08-1991 | Hitnotering: 08-06-1991 t/m 10-08-1991 | Hitnotering: 08-06-1991 t/m 10-08-1991 | Hitnotering: 08-06-1991 t/m 10-08-1991 | Hitnotering: 08-06-1991 t/m 10-08-1991 | Hitnotering: 08-06-1991 t/m 10-08-1991 | Hitnotering: 08-06-1991 t/m 10-08-1991 | Hitnotering: 08-06-1991 t/m 10-08-1991 | Hitnotering: 08-06-1991 t/m 10-08-1991 | Hitnotering: 08-06-1991 t/m 10-08-1991 |
| Week                                   | 1                                      | 2                                      | 3                                      | 4                                      | 5                                      | 6                                      | 7                                      | 8                                      | 9                                      | 10                                     |                                        |
| -------------------------------------- | -------------------------------------- | -------------------------------------- | -------------------------------------- | -------------------------------------- | -------------------------------------- | -------------------------------------- | -------------------------------------- | -------------------------------------- | -------------------------------------- | -------------------------------------- | -------------------------------------- |
| Nummer                                 | 16                                     | 4                                      | 1                                      | 1                                      | 1                                      | 3                                      | 6                                      | 11                                     | 17                                     | 28                                     | uit                                    |

### Nationale Top 100
| Hitnotering: 01-06-1991 t/m 24-08-1991 | Hitnotering: 01-06-1991 t/m 24-08-1991 | Hitnotering: 01-06-1991 t/m 24-08-1991 | Hitnotering: 01-06-1991 t/m 24-08-1991 | Hitnotering: 01-06-1991 t/m 24-08-1991 | Hitnotering: 01-06-1991 t/m 24-08-1991 | Hitnotering: 01-06-1991 t/m 24-08-1991 | Hitnotering: 01-06-1991 t/m 24-08-1991 | Hitnotering: 01-06-1991 t/m 24-08-1991 | Hitnotering: 01-06-1991 t/m 24-08-1991 | Hitnotering: 01-06-1991 t/m 24-08-1991 | Hitnotering: 01-06-1991 t/m 24-08-1991 | Hitnotering: 01-06-1991 t/m 24-08-1991 | Hitnotering: 01-06-1991 t/m 24-08-1991 | Hitnotering: 01-06-1991 t/m 24-08-1991 |
| Week                                   | 1                                      | 2                                      | 3                                      | 4                                      | 5                                      | 6                                      | 7                                      | 8                                      | 9                                      | 10                                     | 11                                     | 12                                     | 13                                     |                                        |
| -------------------------------------- | -------------------------------------- | -------------------------------------- | -------------------------------------- | -------------------------------------- | -------------------------------------- | -------------------------------------- | -------------------------------------- | -------------------------------------- | -------------------------------------- | -------------------------------------- | -------------------------------------- | -------------------------------------- | -------------------------------------- | -------------------------------------- |
| Nummer                                 | 91                                     | 34                                     | 6                                      | 1                                      | 1                                      | 2                                      | 6                                      | 9                                      | 15                                     | 21                                     | 31                                     | 42                                     | 82                                     | uit                                    |